# Lacus Orphei
Il Lacus Orphei era una fontana dell'antica Roma situata nella V regione augustea, sul colle Esquilino, nella valle compresa fra Cispio e Oppio. Di essa non rimangono evidenze.
Il nome derivava indubbiamente da una statua di Orfeo. La fontana era probabilmente ubicata appena fuori dalla porta Esquilina, in corrispondenza dell'odierna piazza di San Martino ai Monti.
Sembra che, nel IV secolo d.C., dal nome della fontana gli abitanti del quartiere fossero chiamati Orfienses.
Il nome continuò ad essere utilizzato anche in epoca medievale: infatti, in passato, le chiese di Santa Lucia in Selci e di San Martino ai Monti erano dette in Orphea.
Rodriguez-Almeida ha identificato il Lacus Orphei con tre piccoli cerchi allineati (quello centrale doppio rispetto ai due laterali) riportati nella lastra VII-7 della Forma Urbis Severiana.